# Psaironeura bifurcata
Psaironeura bifurcata – gatunek ważki z rodziny łątkowatych (Coenagrionidae). Występuje w lasach Amazonii w Ameryce Południowej; stwierdzony na terenie Wenezueli, Brazylii, Ekwadoru i Peru.